# China Beach
China Beach (Playa de China en España y Playa infernal en Hispanoamérica) es una serie de televisión estadounidense emitida por la cadena ABC entre 1988 y 1991. El título se refiere a My Khe una playa de la ciudad vietnamita de Da Nang, conocida como "China Beach" en lengua inglesa por los soldados estadounidenses y australianos durante la Guerra de Vietnam.

## Argumento
Ambientada en la zona de Vietnam denominada "Bac My An Beach" en el Hospital de Evacuación 510, el elenco de la serie introduce una serie de personajes que encarnan el equipo médico del Ejército de Estados Unidos durante la Guerra de Vietnam: médicos del ejército, enfermeras, voluntarios de la Cruz Roja y personal civil (americano, francés y vietnamita), así como oficiales y soldados del ejército. La serie también cuenta las experiencias de los personajes cuando regresan a los Estados Unidos, ya sea de baja o al final de su período de servicio. La serie no tuvo reparos en mostrar la truculencia de la guerra, ofreciendo una visión realista de lo sucedido en ese momento.
Está basada en el libro Home Before Morning (1983), escrito por la enfermera del Ejército de Estados Unidos Lynda Van Devanter, narrando sus experiencias. El personaje de la enfermera Colleen McMurphy (interpretado por Dana Delany) es un alter ego de la autora. El libro transcurre en sus inicios desde la descripción del deseo de la autora de servir a su país, sus aspiraciones al llegar a Vietnam, sus experiencias de guerra, el choque brutal al regresar a su país, y su lucha contra el trastorno por estrés postraumático. La serie fue cancelada antes de que pudieran tratarse los problemas de trastorno de estrés postraumático de McMurphy. Van Devanter murió en 2002.

## Elenco
- Dana Delany como Colleen McMurphy.
- Nan Woods como Cherry White.
- Michael Boatman como Samuel Beckett.
- Marg Helgenberger como Karen Charlene Koloski.
- Robert Picardo como Capitán Dick Richard.
- Tim Ryan como Capitán Bartholomew "Natch" Austen.
- Concetta Tomei como Lila Garreau.
- Brian Wimmer como Cabo Boonwell "Boonie" Lanier.
- Chloe Webb como Laurette Barber.